# 中大西洋州份
中大西洋州份（英語：Mid-Atlantic）， 通常是指美国境内的在新英格兰和美国南大西洋地区之间的地区。根据不同来源，有不同的定义，它一般包括纽约州、新泽西州、宾夕法尼亚州、特拉华州、马里兰州、华盛顿特区以及西維吉尼亞州。当讨论气候时，通常也把康乃狄克州（尤其是其南部）作为此地区的一部分。本地是美国文化、商业、贸易和工业的重要组成部分。
它曾被弗雷德里克·傑克森·透納称为“代表性的美国地区”。因为众多的在英治时期的荷兰、瑞典、英国天主教和贵格会移民，多宗教和多种族成为本地区社会的一部分，并保持至今。在美国革命后，中大西洋地区包含美国各州首府，包括当时的联邦首都——华盛顿特区。